# Queshan
Queshan  (en chino, 确山; pinyin, Quèshān; Wade-Giles, ch'üeh shan) es un condado  bajo la administración directa de la Prefectura Zhumadian en la Provincia de Henan, República Popular China.  Su área es de  km² y su población total para 2010 superó los  mil habitantes. 

## Administración
A julio de 2025, el  Condado Queshan  se divide en 13 pueblos  administrados en 3 subdistritos y 10  poblados. 

## Toponimia
El topónimo Queshan [/chué-shan/] significa "montaña Que". En el año 1012 durante la dinastía Song del Norte, el Condado Langshan (朗山县) pasó a llamarse Queshan la montaña Que (确山) que se encuentra a 6 Lis. al sureste de la capital del condado.